# Adam Cohen (Musiker)

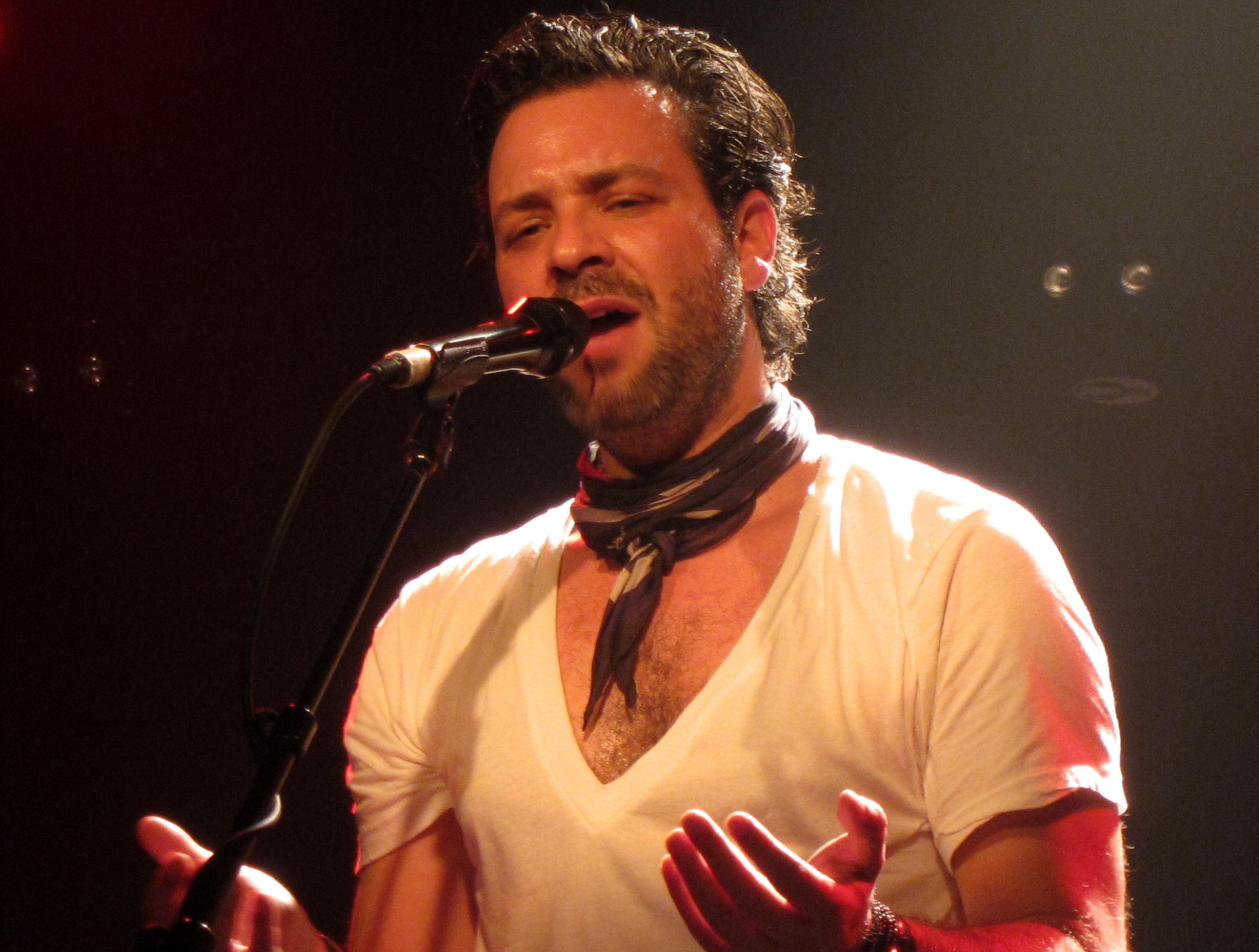
Adam Cohen, 2012

Adam Cohen (* 18. September 1972 in Montreal) ist ein kanadischer Musiker und Singer-Songwriter.
Er ist der Sohn von Leonard Cohen.

## Leben und Karriere
Adam Cohen wurde 1972 in Montreal als Kind von Suzanne Elrod und Leonard Cohen geboren. Er hat eine jüngere Schwester. In seiner Kindheit lebte er auf der griechischen Insel Hydra, in New York und in Los Angeles. Nach der Trennung seiner Eltern verbrachte er seine Jugend in Paris und Südfrankreich. Mit zwölf Jahren begann er Gitarre und Klavier zu spielen. An der Universität Syracuse in New York studierte er Internationale Beziehungen. 1996 ließ er sich in Los Angeles nieder, um sich auf eine musikalische Karriere zu konzentrieren. Er unterschrieb einen Vertrag mit Columbia Records.
Sein erstes Album Adam Cohen wurde von Kritiker Stephen Holden von der New York Times als vielversprechendes Debüt bezeichnet. 2004 folgte ein französischsprachiges Album, Mélancolista, das vor allem in Kanada und Frankreich Beachtung fand. Neben seiner Solokarriere war Cohen Teil der kalifornischen Band Low Millions, die 2004 das Album Ex-Girlfriends veröffentlichte.
2007 nahm er an einem Tributkonzert für seinen Vater – Acordes con Leonard Cohen / According to Leonard Cohen – in Barcelona teil, wo er Pequeňo vals vienés, die spanische Version von Take this Waltz, einer Hommage seines Vaters an Federico García Lorca, interpretierte. Nach einer größeren Pause, in der er seine musikalischen Ambitionen fast aufgab, erschien 2011 sein von Patrick Leonard produziertes akustisches Album Like a Man, das eine neue Karrierephase einleitete.
2014 erschien sein Album We Go Home, das sich stilistisch an das vorhergehende anschließt. Im Timbre seiner Stimme und in den Texten spielt Adam darin immer wieder auf Lieder von Leonard Cohen an. 2016 produzierte er das letzte Studioalbum seines Vaters mit dem Titel You Want It Darker. Im November 2019 erschien das von ihm produzierte Album Thanks for the Dance von Leonard Cohen, für das er die Musik geschrieben hat.

## Diskografie

### Studioalben
- 1998: Adam Cohen
- 2004: Mélancolista
- 2004: Ex-Girlfriends (mit Low Millions)
- 2012: Like a Man
- 2014: We Go Home

### Singles
- Cry Ophelia
- Tell Me Everything
- Eleanor (mit Low Millions)
- What Other Guy
- Like A Man
- Happiness (feat. Virginie Ledoyen)
- Sweet Dominique
- The Stranger
- Statue (mit Low Millions)
- We Go Home
- Love Is

### Gastauftritt
- Pequeňo vals vienés, in: Accordes con Leonard Cohen / According to Leonard Cohen, Concert recorded at Teatre Auditori, Sant Cugat del Vallès, Barcelona, 2007[6]